# Wensapa Lobsang Döndrub

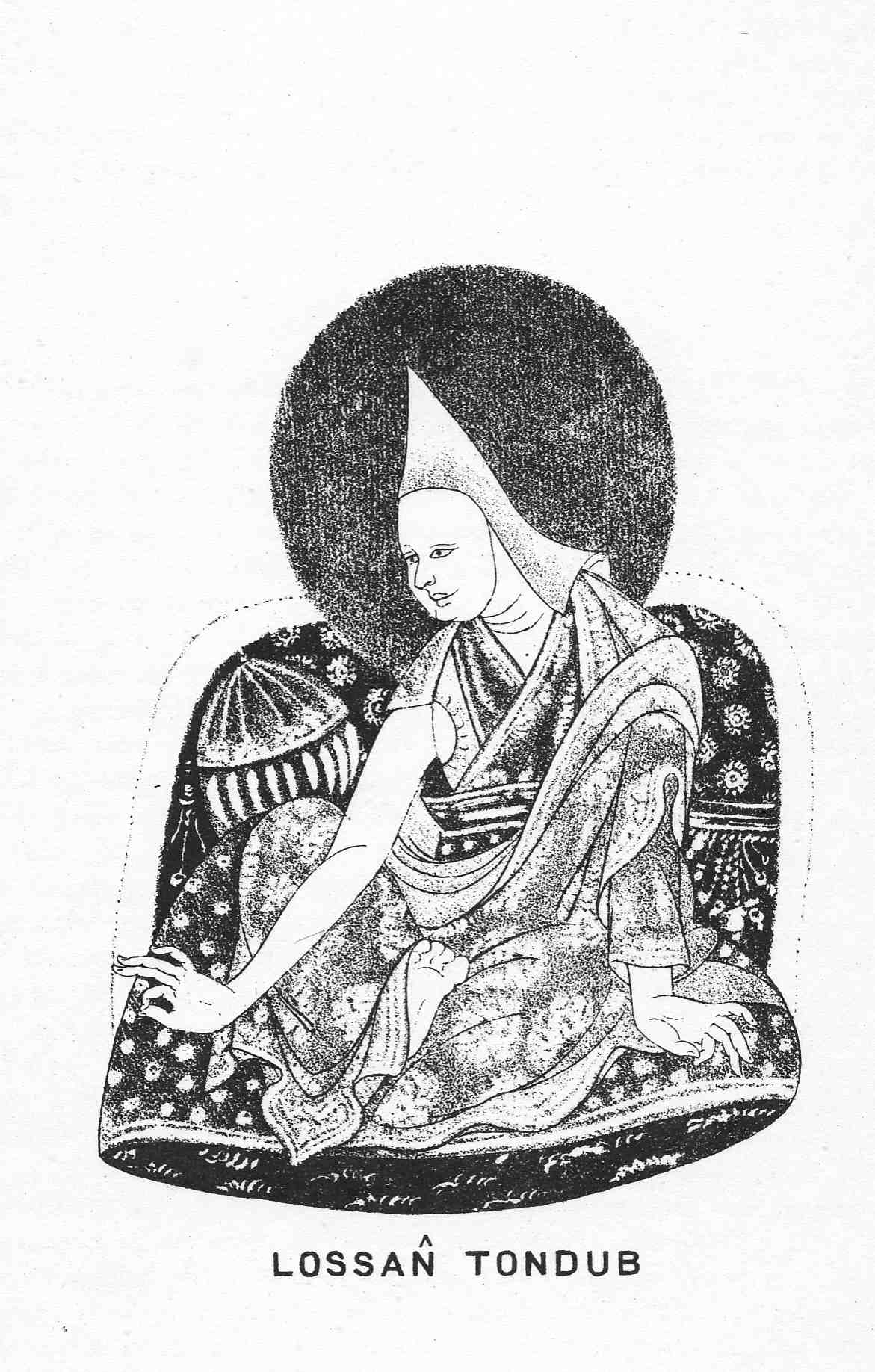
Lobsang Döndrub

Wensapa Lobsang Döndrub (tib.: dben sa pa blo bzang don grub; auch: Gyelwa Wensapa; * 1504/1505; † 1565/1566) wurde postum als dritter Penchen Lama der Gelug-Tradition des tibetischen Buddhismus bezeichnet.
Lobsang Döndrub war u. a. Schüler des 2. Dalai Lama. Er verbrachte mehr als zwanzig Jahre seines Lebens in Meditationshöhlen. Seine gesammelten Werke (tib.: gsung 'bum) umfassen zwei Bände, besonders bekannt sind seine Kommentare zu den Sechs Yogas von Naropa.